# Xã Washington, Quận Buchanan, Iowa
Xã Washington (tiếng Anh: Washington Township) là một xã thuộc quận Buchanan, tiểu bang Iowa, Hoa Kỳ. Năm 2010, dân số của xã này là 4.516 người.